# Divisiones Regionales de la Región de Murcia 1951-52
Las divisiones regionales de fútbol son las categorías de competición futbolística de más bajo nivel en España, en las que participan deportistas aficionados, no profesionales. En las provincias de Murcia, Albacete y Alicante su administración corre a cargo de la Federación Regional Murciana de Clubes de Fútbol. Inmediatamente por encima de estas categorías estaba la Tercera División española.
En la temporada 1951-1952 las divisiones regionales se dividen en Primera Regional y Segunda Regional.
El campeón de Primera Regional asciende a Tercera División.

## Primera Regional

### Clasificación
|  |     | Equipos de fútbol      | PJ | G  | E | P  | GF | GC | Dif | Pts |
|  | --- | ---------------------- | -- | -- | - | -- | -- | -- | --- | --- |
|  | 1.  | CD Lorca               | 26 | 17 | 2 | 7  | 84 | 35 | +49 | 36  |
|  | 2.  | CD Yeclano             | 26 | 17 | 1 | 8  | 69 | 39 | +30 | 35  |
|  | 3.  | CD Ilicitano           | 26 | 15 | 3 | 8  | 83 | 58 | +25 | 33  |
|  | 4.  | Callosa Deportiva CF   | 26 | 14 | 4 | 8  | 74 | 48 | +26 | 32  |
|  | 5.  | UD Elda                | 26 | 14 | 1 | 11 | 63 | 43 | +20 | 29  |
|  | 6.  | Águilas CF             | 26 | 12 | 5 | 9  | 63 | 48 | +15 | 29  |
|  | 7.  | Maestranza Albacete CF | 26 | 12 | 2 | 12 | 54 | 62 | -8  | 26  |
|  | 8.  | CD Imperial de Cox     | 26 | 12 | 2 | 12 | 55 | 64 | -9  | 26  |
|  | 9.  | Caravaca CF            | 26 | 11 | 2 | 13 | 53 | 62 | -9  | 24  |
|  | 10. | CD Tobarra             | 26 | 10 | 4 | 12 | 45 | 61 | -16 | 24  |
|  | 11. | CD Pinosense           | 26 | 10 | 3 | 13 | 40 | 52 | -12 | 23  |
|  | 12. | SD Almansa             | 26 | 9  | 4 | 13 | 61 | 72 | -11 | 22  |
|  | 13. | Gimnástico Almoradí CF | 26 | 8  | 0 | 18 | 46 | 88 | -42 | 16  |
|  | 14. | CD Torrevejense        | 26 | 2  | 6 | 19 | 22 | 80 | -58 | 10  |

Pts = Puntos; PJ = Partidos Jugados; G = Partidos Ganados; E = Partidos Empatados; P = Partidos Perdidos; GF = Goles Anotados; GC = Goles Recibidos
|  | Asciende a Tercera División  |
|  | Desciende a Segunda Regional |

## Segunda Regional

### Clasificación
|  |    | Equipos de fútbol | PJ | G | E | P | GF | GC | Dif | Pts |
|  | -- | ----------------- | -- | - | - | - | -- | -- | --- | --- |
|  | 1. | Alguazas CF       | 5  | 5 | 0 | 0 | 14 | 6  | +8  | 10  |
|  | 2. | CD Júpiter        | 5  | 3 | 0 | 2 | 5  | 3  | +2  | 6   |
|  | 3. | Alhama CF         | 6  | 2 | 1 | 3 | 4  | 10 | -6  | 5   |
|  | 4. | CD Ilorcitano     | 6  | 0 | 1 | 5 | 6  | 10 | -4  | 1   |
|  | 5. | Jumilla CF        | 0  | 0 | 0 | 0 | 0  | 0  | 0   | 0   |
|  | 6. | CF I.T.S.A.       | 0  | 0 | 0 | 0 | 0  | 0  | 0   | 0   |

Pts = Puntos; PJ = Partidos Jugados; G = Partidos Ganados; E = Partidos Empatados; P = Partidos Perdidos; GF = Goles Anotados; GC = Goles Recibidos
|  | Asciende a Primera Regional |